# Стрелица (Харьковская область)
Стрелица (укр. Стрілиця) — покинутое село,
Писаревский сельский совет,
Золочевский район,
Харьковская область.
Код КОАТУУ — 6322685008.
Снято с учёта в связи с переселением жителей в 1998 году.

## Географическое положение
Село Стрелица находится расстоянии в 1 км от села Гурьев, по селу протекает пересыхающий ручей, один из притоков реки Братеница.

## История
- 1998 — снято с учёта в связи с переселением жителей[1][2].